# NGC 7618
NGC 7618 (другие обозначения — PGC 71090, UGC 12516, MCG 7-47-13, ZWG 532.14) — эллиптическая галактика (E) в созвездии Андромеда.
Этот объект входит в число перечисленных в оригинальной редакции «Нового общего каталога».